# Distrito electoral de Albion n.º 1
Albion No. 1 (en inglés: Albion No. 1 Precinct) es un distrito electoral ubicado en el condado de Edwards en el estado estadounidense de Illinois. En el Censo de 2010 tenía una población de 1218 habitantes y una densidad poblacional de 38,57 personas por km².

## Geografía
Albion n.º 1 se encuentra ubicado en las coordenadas 38°22′44″N 88°2′36″O / 38.37889, -88.04333. Según la Oficina del Censo de los Estados Unidos, Albion n.º 1 tiene una superficie total de 31.58 km², de la cual 31.52 km² corresponden a tierra firme y (0.2%) 0.06 km² es agua.

## Demografía
Según el censo de 2010, había 1218 personas residiendo en Albion n.º 1. La densidad de población era de 38,57 hab./km². De los 1218 habitantes, Albion n.º 1 estaba compuesto por el 98.28% blancos, el 0.33% eran afroamericanos, el 0.16% eran amerindios, el 0.33% eran asiáticos, el 0% eran isleños del Pacífico, el 0.08% eran de otras razas y el 0.82% pertenecían a dos o más razas. Del total de la población el 1.48% eran hispanos o latinos de cualquier raza.